# Oznice
Oznice (en allemand : Osnitz) est une commune du district de Vsetín, dans la région de Zlín, en République tchèque. Sa population s'élevait à 495 habitants en 2020.

## Géographie
Oznice se trouve à 6 km au sud-ouest de Valašské Meziříčí, à 12 km au nord-ouest de Vsetín, à 30 km au nord-est de Zlín et à 261 km à l'est-sud-est de Prague.
La commune est limitée par Branky et Poličná au nord, par Jarcová à l'est, par Mikulůvka au sud, et par Podolí et Police à l'ouest.

## Histoire
La première mention écrite du village date de 1376.